# Justine Joli
Justine Joli född 16 juli 1980, är en amerikansk porraktris och modell. År 2000 arbetade Joli i Glendale i Kalifornien, där blev hon upptäckt av porregissören Kris Kramski. Han skickade hennes bilder till talangscouten Roy Garcia som ordnade arbete inom modellyrket och film. I början av sin karriär medverkade Joli mestadels i herrtidningar som Penthouse och Hustler. Hon blev Penthouse pet i september 2007. Justine Joli har också medverkat i ett antal pornografiska filmer för regissören Andrew Blake under namnen Swan eller Hope. I juli 2014 avslutade Joli sin pornografiska filmkarriär.